# Australian Motor Industries

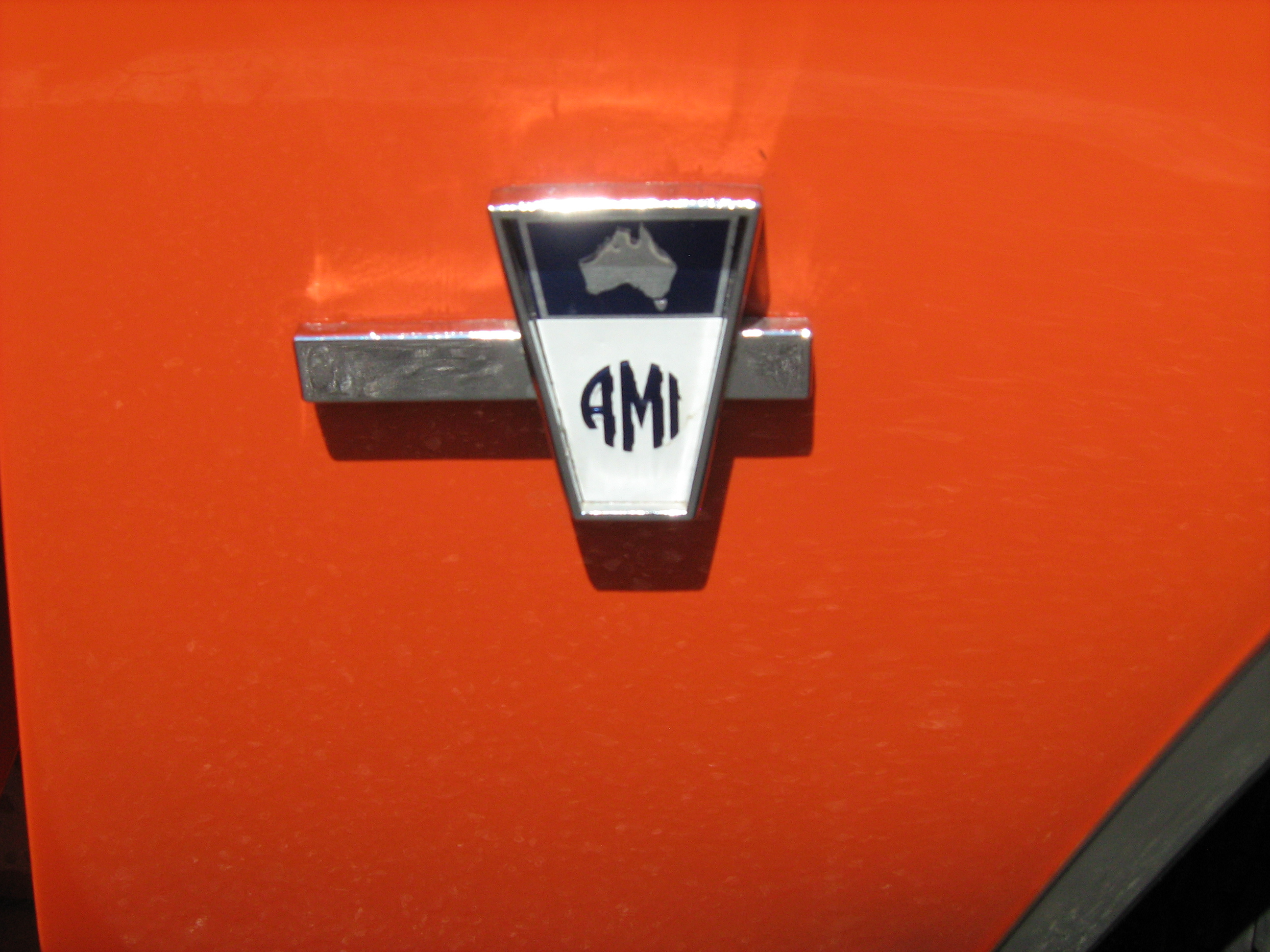
AMI-Logo an einem Rambler von 1971

Australian Motor Industries (kurz auch AMI) war ein australischer Automobilhersteller mit Geschäftssitz in Port Melbourne. Er produzierte und importierte Automobile nach Lizenzen ausländischer Hersteller, u. a. von Daimler-Benz, AMC und Toyota.
Das Unternehmen wurde 1987 eine 100%ige Tochtergesellschaft von Toyota und firmierte fortan als Toyota Motor Corporation Australia, das bis 2017 Automobile produzierte.

## Geschichte
Die Ursprünge des Unternehmens lassen sich bis in das Jahr 1926 auf ein Unternehmen mit dem Namen Eclipse Motors zurückverfolgen, das Automobile importierte. Im Jahr 1949 wurde unter Mitwirkung der örtlichen Standard-Vertretung die Standard Motor Company (Australia) Limited gegründet, um Personenkraftwagen und Nutzfahrzeuge der Marken Standard und Triumph herzustellen.
Daneben wurden auch Traktoren der Marke Ferguson und Massey-Ferguson hergestellt, die über das Vertriebsunternehmen British Farm Equipment verkauft wurden.

### Standard / Triumph

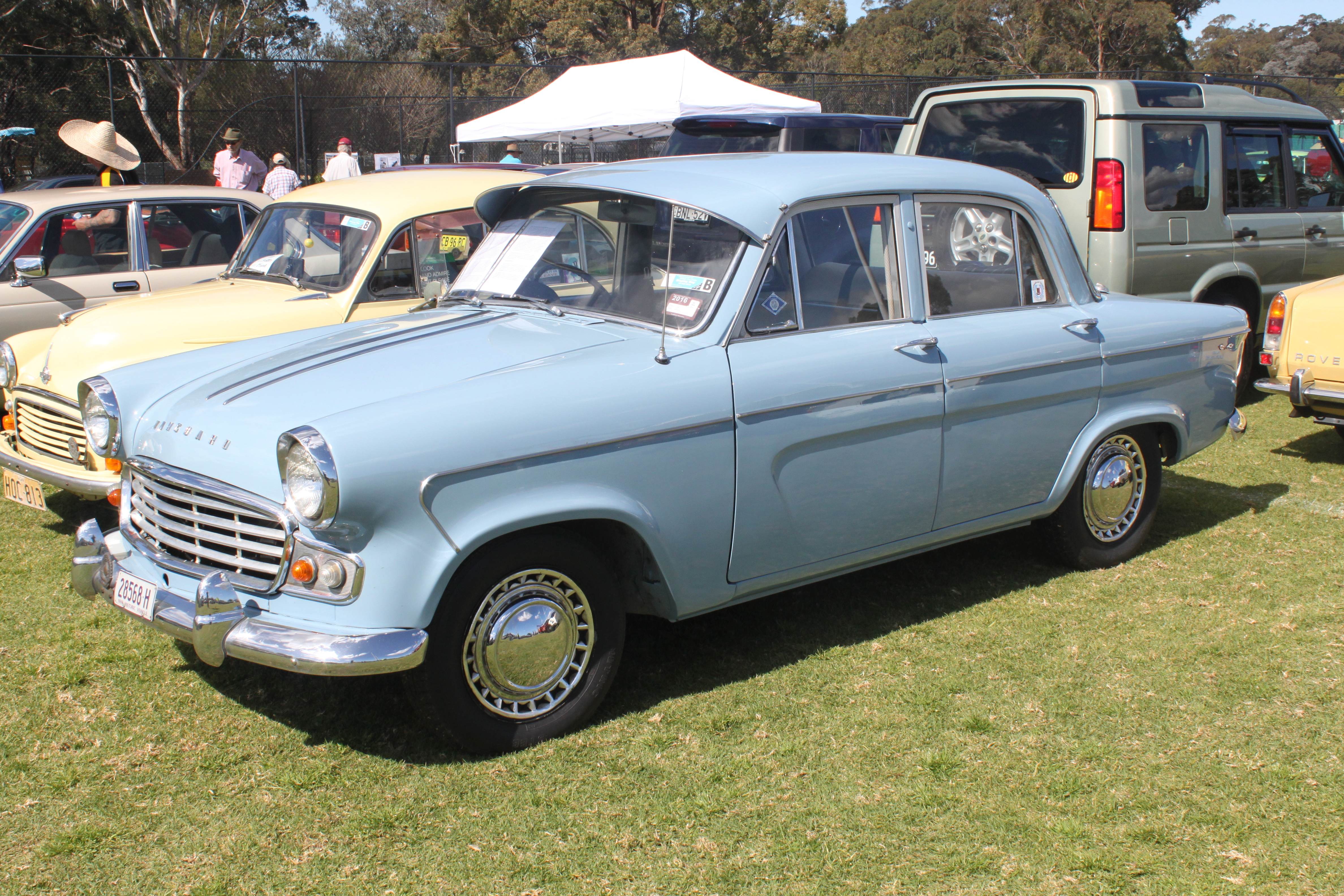
Standard Vanguard Six (1962), vom AMi montiert.

Die Standard-Modelle in Australien unterschieden sich teilweise von ihren britischen Pendants. Außerdem wurden Ute-Ausführungen verschiedener Modelle wie z. B. Mayflower und Vanguard hergestellt.
Die Baureihen Eight und Cadet waren mit 28.147 zugelassenen Fahrzeugen die erfolgreichsten Standard-Modelle in Australien.
Beim Vanguard, dessen Motorhaube in Australien mit einem Känguru versehen war und der zeitweise als Spacemaster vertrieben wurde, wurden einige Modellpflegemaßnahmen nur verzögert umgesetzt. Von 1960 bis 1966 wurden vom Vanguard 6 insgesamt 4648 Fahrzeuge zugelassen, davon 1968 als Utility.
In den Jahren 1959 bis 1966 wurden 14.975 Triumph Herald hergestellt, davon 960 Cabriolets und 432 Exemplare des Triumph 12/50. Zugelassen wurden 15.179 Einheiten. Dagegen wurden von 1963 bis 1971 nur 1083 Spitfire zugelassen.
Das erfolgreichste Triumph-Modell war – von 1964 bis 1978 – mit 22.942 Registrierungen der 2000/2500, der bei AMi bis 1978 produziert wurde. Einer anderen Quelle zufolge endete die Triumph-Produktion bei AMI 1976 und wurde anschließend von Leyland Australia bis 1978 bei externen Dienstleistern fortgeführt.

### Mercedes-Benz
Im Jahr 1958 einigte sich Standard Australien mit Mercedes-Benz, das Produktionskapazitäten in Australien suchte. Gemeinsam gründeten sie im Juli 1958 die Mercedes-Benz Australia Pty Ltd (MBAU), an denen Standard zu zwei Dritteln und Daimler-Benz zu einem Drittel beteiligt war (das aber bereits wenige Jahre später von Daimler-Benz vollständig übernommen wurde). Im Jahr 1959 änderte Standard seinen Namen in Australian Motor Industries (AMI). Am 12. Februar 1959 wurde als erstes Fahrzeug ein Mercedes-Benz 220S hergestellt. Von 1959 bis 1965 wurden je nach Quelle 6390 bis rund 7500 Fahrzeuge produziert.

### AMC
Ab 1960 importierte und montierte AMI auch Fahrzeuge der American Motors Corporation. Diese wurden als Rambler vertrieben.
Die Stückzahlen der verschiedenen, bis 1978 gefertigten Modelle blieben relativ gering. Der Rambler Gremlin von AMI blieb ein Einzelstück.

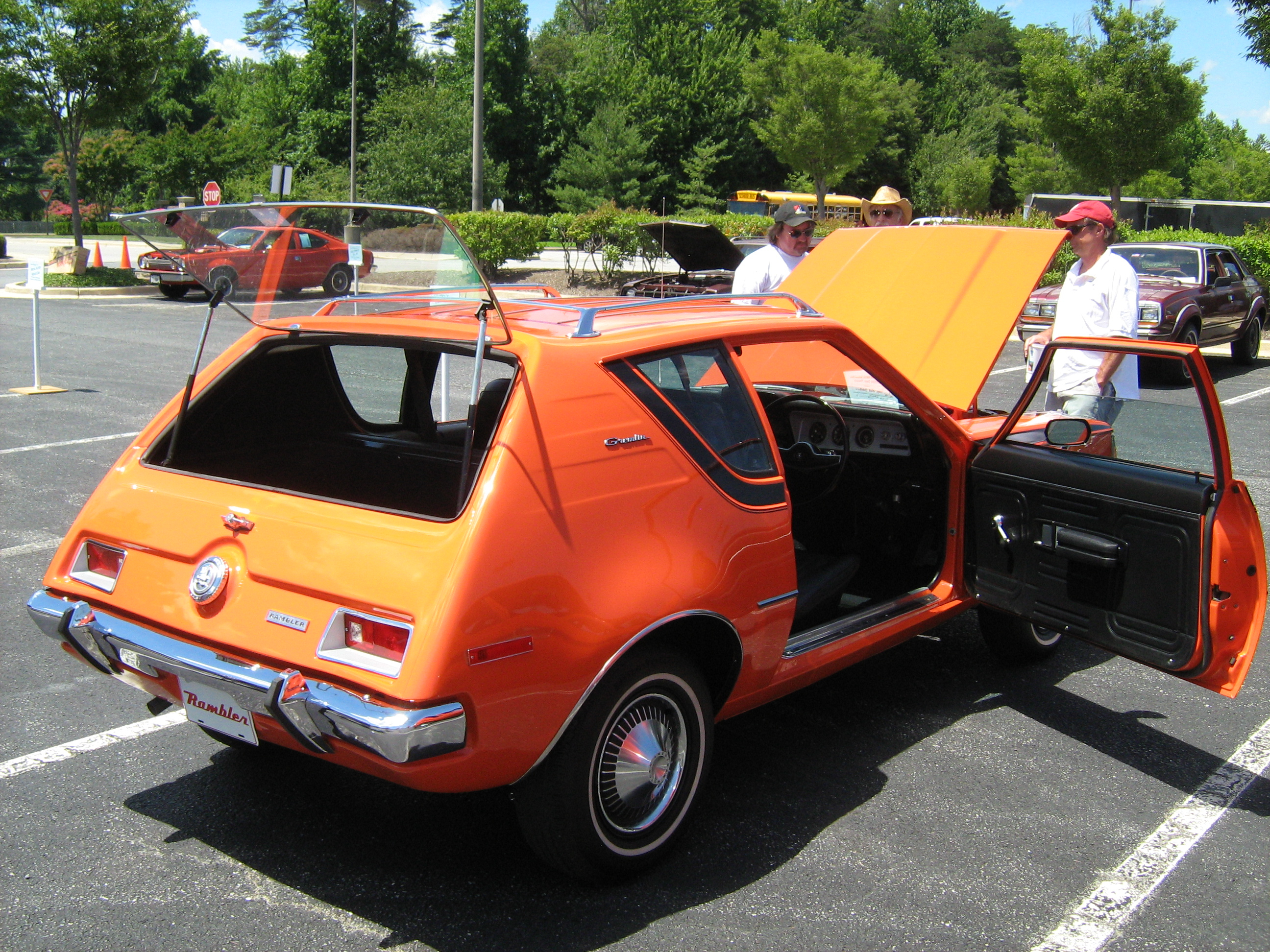
Rambler Gremlin
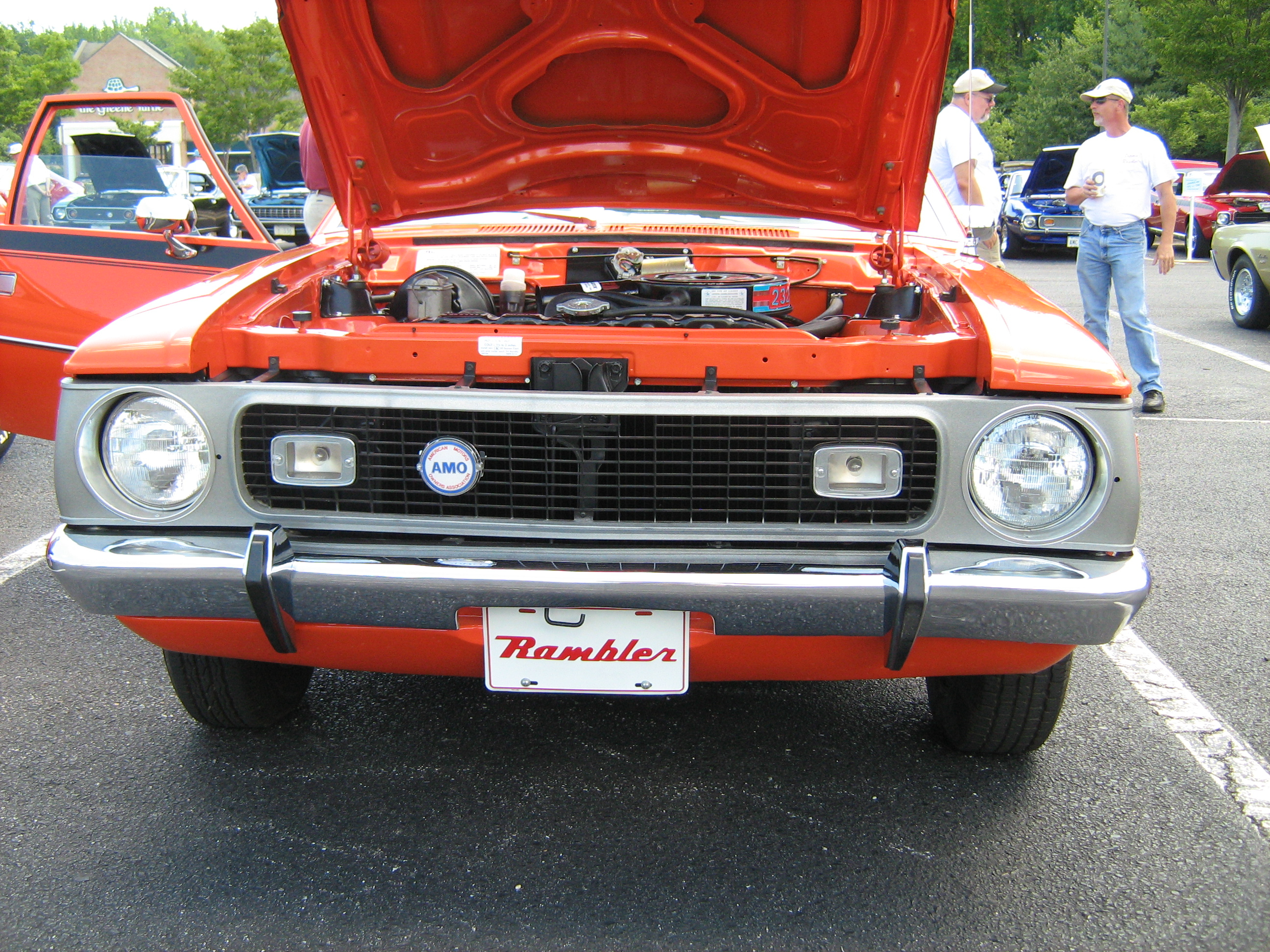
Vorderansicht

### Toyota

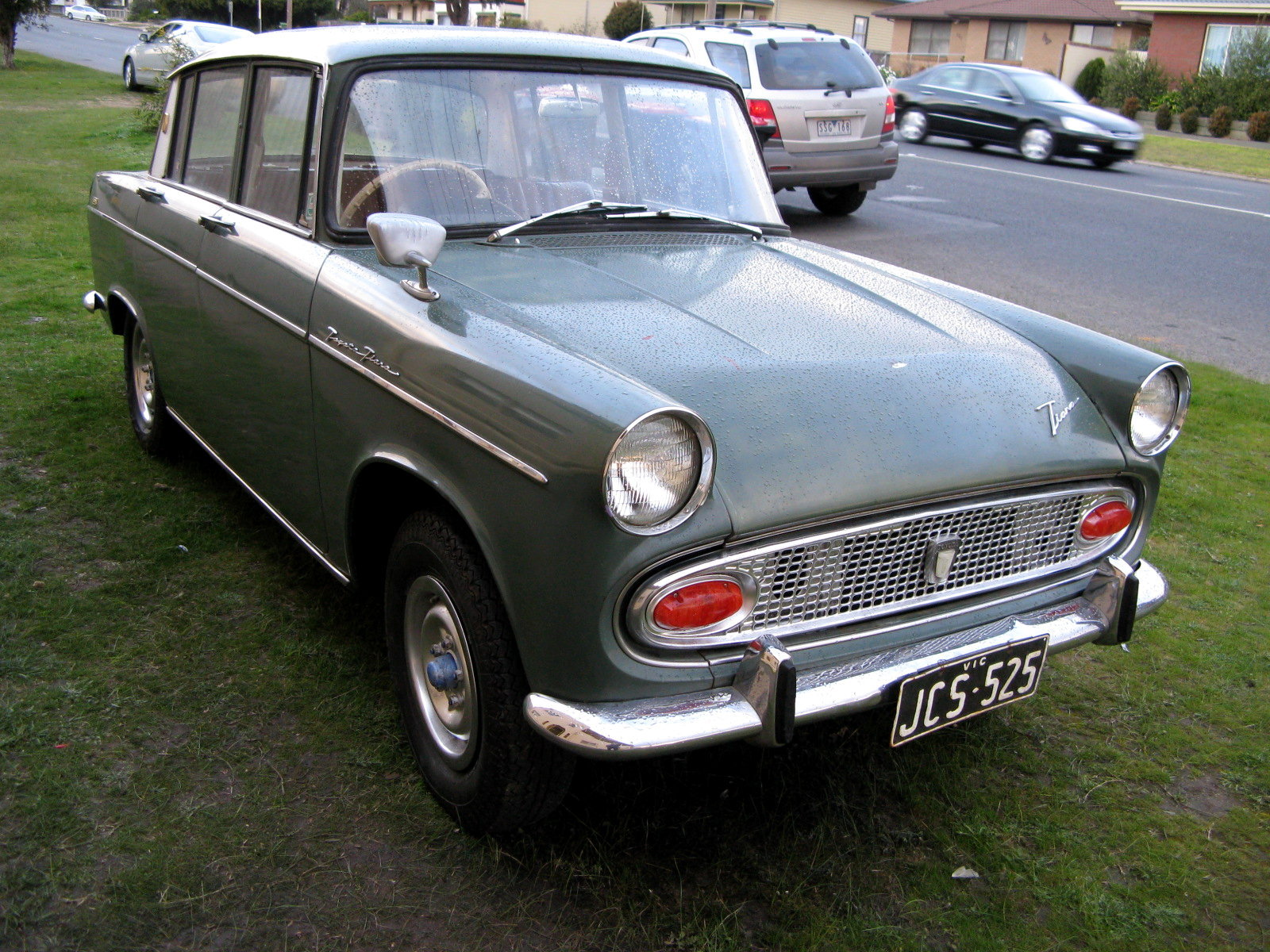
Toyota Tiara von AMI

Im April 1963 nahm AMI die Produktion des Toyota Tiara auf. Mit der steigenden Beliebtheit Toyotas in den 1960ern nahm die AMI auch die Produktion der Modelle Crown, Corona und Corolla auf.
Im Jahr 1968 erwarb Toyota eine Beteiligung von 10 % an AMI, die 1971 durch die Übernahme der Anteile von British Leyland auf 50 % ausgeweitet wurde. Zudem eröffnete AMI 1974 ein zusammen mit Nippondenso errichtetes Komponentenwerk.
1985 änderte AMI seinen Namen in AMI Toyota Ltd.
1987 wurden die restlichen Anteile anderer an Australian Motor Industries von Toyota aufgekauft; das Unternehmen firmierte um und heißt seitdem Toyota Motor Corporation Australia.